# The Voyage of the Dawn Treader
The Voyage of the Dawn Treader (traducido como La travesía del Viajero del Alba o La travesía del Explorador del Amanecer) es la tercera novela en orden de publicación, y la quinta en orden cronológico de la heptalogía de libros infantiles Las Crónicas de Narnia, publicada por el escritor C. S. Lewis en 1952. El libro relata las aventuras vividas por Edmund y Lucy Pevensie, junto a su primo Eustace Scrubb a bordo del barco El Viajero del Alba o Explorador del Amanecer (perteneciente al rey de Narnia Caspian X), en su búsqueda de los 7 caballeros expulsados del reino por Miraz, tío de Caspian y usurpador del trono de Narnia. Los tres niños y los narnianos se enfrentan a muchas maravillas y peligros durante el viaje, incluyendo su partida hacia el país de Aslan, que se encuentra al extremo oriental del mundo.
En 2010 se realizó la adaptación cinematográfica de la novela.

## Historia
La travesía del Viajero del Alba está estructurado en 16 capítulos. En los dos primeros el autor narra cómo los hermanos Pevensie se reúnen con su primo Eustace y su llegada a bordo del Viajero del Alba, donde Caspian les narra los incidentes del viaje hasta el momento. También les explica que ha emprendido el viaje junto al ratón Reepicheep y un grupo de narnianos con el fin de rescatar o al menos conocer el paradero de los 7 lores expulsados por Miraz años atrás. En los capítulos 3 y 4 se narran las aventuras que los Pevensie, Eustace y los narnianos enfrentan al llegar a las Islas Solitarias. Estas islas forman parte del reino de Narnia, y el Rey Caspian debe establecer un nuevo mando en las mismas y eliminar la trata de esclavos. Del quinto al duodécimo capítulo, los aventureros enfrentan diversos peligros, que incluyen tormentas y serpientes marinas. A lo largo de esta parte del viaje, desembarcan sucesivamente en un grupo de islas donde van conociendo los destinos de los nobles narnianos que buscaban. En una de estas islas Eustace es convertido en dragón y regresado a la normalidad por Aslan, mientras que en otra isla Lucy tiene un encuentro con Aslan. Finalmente llegan a la isla más oriental de su viaje en donde encuentran a los tres caballeros profundamente dormidos en un sueño mágico, cuyo destino aún no conocían. Allí se enteran de que deben viajar hacia el país de Aslan y dejar a alguien ahí que nunca más volverá para despertarlos. 
En los últimos cuatro capítulos (del 13 al 16), se describe la parte final del viaje realizado por los aventureros, donde se dirigen siempre hacia el Este, con el fin de llegar al país de Aslan. Conforme se acercan al extremo oriental del mundo, el sol se vuelve cada vez más luminoso y grande, y el mar es cada vez más claro y menos profundo, hasta que el barco no puede continuar y da marcha atrás, dejando al ratón Reepicheep y a los niños, quienes se dirigen en un bote hacia el este, donde Reepicheep entra al país de Aslan, y los niños regresan a Londres por este último. 

## Comentarios
A pesar de que esta historia está menos relacionada con la temática cristiana, se destaca por contener una referencia bastante directa sobre el propósito de las Crónicas de Narnia.
Una de las referencias cristianas es el mejoramiento del carácter de Eustace, que después de ser transformado en dragón, acaba arrepintiéndose de su comportamiento que tuvo desde que había llegado a Narnia. Esta transformación es sellada en una ceremonia de bautismo en que Aslan pide que Eustace deje la piel de dragón para atrás, representando el nacimiento de una nueva criatura.
También queda claro que eso es algo posible apenas con la ayuda de Dios, e imposible con la fuerza humana. Esto se demuestra cuando Eustace intenta librarse de la piel de dragón sin éxito, consiguiéndolo apenas cuando el propio Aslan usa sus uñas para arrancar la piel del muchacho. Finalmente ocurre el bautismo que, como el propio Eustace relata: "Al principio me ardió mucho, mas en seguida fue una delicia", relatando el dolor de dejar las cosas del mundo, y alegrándose con la nueva vida.
Las otras referencias están al final del libro, cuando Edmund, Eustace y Lucy llegan al fin del mundo y son recibidos por Aslan, que asumió la forma de un Cordero, una forma bíblica de referirse a Jesús. Enseguida, al revelarles a Edmund y Lucy que no podrían más volver a Narnia porque ya están creciendo, Aslan revela también estar en nuestro mundo. Entonces completa:
"Estoy, pero tengo otro nombre. Tenéis que aprender a conocerme por ese nombre; por eso fue que os llevé a Narnia, para que me conocierais en este mundo para poder reconocerme en el otro."
Esta frase explica de forma muy directa el propósito con que C. S. Lewis está colocando la temática cristiana dentro de las Crónicas de Narnia.
Algunos cristianos se toman la libertad de establecer un paralelo entre la historia de Eustace con la historia de Pablo de Tarso, narrada en la Biblia en los Hechos de los Apóstoles. Tal comparación se basa en el cambio que Pablo pasó de perseguidor incrédulo, a líder y predicador.

## Personajes

### Principales
- Aslan
- Lucy Pevensie
- Edmund Pevensie
- Caspian
- Eustace Scrubb
- Reepicheep

### Secundarios
- Lord Drinian
- Pug
- Coriakin
- Ramandu
- La hija de Ramandu
- Lord Rhoop
- Lord Bern
- Rynelf